# Kenichi Sako
Kenichi Sako (佐古賢一, Sako Kenichi), né le 17 juillet 1970, à Iwakuni, au Japon, est un ancien joueur japonais de basket-ball. Il évolue durant sa carrière au poste de meneur. 

## Palmarès
En mars 2021, il intègre le FIBA Hall of Fame (promotion 2020).